# Lonsdale (Minnesota)
Lonsdale é uma cidade localizada no estado americano de Minnesota, no Condado de Rice.

## Demografia
Segundo o censo americano de 2000, a sua população era de 1491 habitantes.
Em 2006, foi estimada uma população de 2761, um aumento de 1270 (85.2%).

## Geografia
De acordo com o United States Census Bureau tem uma área de
3,4 km², dos quais 3,4 km² cobertos por terra e 0,0 km² cobertos por água. Lonsdale localiza-se a aproximadamente 322 m acima do nível do mar.

## Localidades na vizinhança
O diagrama seguinte representa as localidades num raio de 16 km ao redor de Lonsdale.